# Среднесловацкий культурный интердиалект
Среднеслова́цкий культу́рный интердиале́кт (также среднесловацкий интердиалект, среднесловацкий культурный диалект, среднесловацкий культурный язык; словац. kultúrna stredoslovenčina, kultúrna stredná slovenčina, stredoslovenská kultúrna slovenčina) — одна из областных разновидностей словацкой наддиалектной формы. Сложилась в XVI—XVIII веках на территории Средней Словакии. Среднесловацкий интердиалект был распространён в одно время с двумя другими региональными наддиалектными формациями — западнословацким и восточнословацким интердиалектами. Основой его формирования стала местная среднесловацкая народно-разговорная речь, взаимодействующая с чешским литературным языком. Для среднесловацкого культурного интердиалекта были характерны отсутствие кодифицированных норм и широкая вариативность.
Среднесловацкий культурный интердиалект в середине XIX века стал исходной базой штуровской кодификации словацкого литературного языка.
Для обозначения подобных переходных языковых форм в исследованиях по истории словацкого литературного языка используется термин «культурный язык» (словац. kultúrna slovenčina), в советской и российской лингвистике получил распространение термин «интердиалект» или «культурный интердиалект».

## История
Начало формирования среднесловацкого культурного интердиалекта относится к XVI веку. Среднесловацкая наддиалектная форма в этот период складывалась стихийно в результате развития междиалектных контактов в среде носителей говоров среднесловацкого диалекта из разных областей Средней Словакии. Смешение разнодиалектных черт в речи жителей того или иного среднесловацкого региона создавало предпосылки для образования интердиалектных обиходно-разговорных языковых форм. Такие смешанные разговорные формы в устном общении городских и в меньшей степени сельских жителей Средней Словакии (прежде всего, представителей интеллигенции) взаимодействовали с чешским литературным языком. В результате взаимопроникновения чешских и словацких языковых черт образовывалась своеобразная языковая формация наддиалектного характера, представлявшая собой промежуточную ступень между местными среднесловацкими говорами и чешским литературным языком — среднесловацкий культурный интердиалект.
Область использования и структура среднесловацкого культурного интердиалекта заметно отличала его от местных говоров.
Среднесловацкий интердиалект активно проникал в сферу административно-деловой письменности, в художественную литературу, в устное народное творчество и другие области общественно-культурной жизни Средней Словакии (черты среднесловацкого интердиалекта отражены в памятниках письменности: в литературных произведениях — в поэзии и прозе, в различного рода документах и т. д.). Компонентами среднесловацкого интердиалекта были обиходно-разговорная среднесловацкая речь междиалектного характера, элементы чешского литературного языка, среднесловацкая устная народная словесность и даже некоторые черты говоров западнословацкого диалекта. Особый колорит среднесловацкому интердиалекту придавали речевые средства устной народной словесности, язык словацких народных песен, сказок и т. д. В сравнении с западнословацким интердиалектом влияние чешского литературного языка в среднесловацком было менее заметным, в нём ярче проявлялись черты народно-разговорной речи.
По мнению Э. Паулини, одной из особенностей формирования среднесловацкого интердиалекта было относительно сильное воздействие словацких языковых элементов на письменность Средней Словакии. Данная особенность явилась следствием меньшей интенсивности языковых контактов среднесловацкого диалекта (сравнительно с западнословацким диалектом) с чешским языковым ареалом, а также следствием меньшей распространённости чешского литературного языка в Средней Словакии по сравнению с его распространённостью в Западной Словакии.
Кроме того, языковые явления, характерные для среднесловацкого диалекта, уже на раннем этапе становления словацкого языка (по крайней мере, не позднее XIV—XV веков) стали выходить за границы среднесловацкого диалектного ареала и распространяться на всей словацкой языковой территории, что создавало предпосылки для образования общесловацкой наддиалектной формы на базе диалекта Средней Словакии. Такая языковая ситуация способствовала относительно лёгкому проникновению среднесловацких диалектных элементов в словацкую письменность.
В распространении среднесловацких диалектных черт за пределы Средней Словакии и влиянии их на языковые системы западнословацкого и восточнословацкого диалектов Э. Паулини видел истоки образования среднесловацкого культурного интердиалекта. Охватывая бо́льшую часть словацкого языкового ареала, среднесловацкие языковые явления постепенно становились общесловацкими (среднесловакизмы достаточно часто встречаются в письменных памятниках, созданных на территории Западной и Восточной Словакии с XV века). Так, например, в числе явлений, распространявшихся в западнословацком ареале или его части, отмечаются формы типа rakyta «ракита», raždie «хворост, валежник», rázporok «разрез на одежде» c raT- на месте праславянского сочетания *orT- не под акутовым ударением (исконно западнословацкие формы с начальным сочетанием roT- — rokyta, rozparek и т. д.); формы существительных женского рода единственного числа в творительном падеже типа ženou «женщиной» (в западнословацком — ženú); формы прилагательных среднего рода единственного числа в именительном падеже типа dobruo / dobró «хорошее» (в западнословацком — dobré); окончания -ja, -ovja (rodičia «родители», synovia «сыновья») в именительном падеже множественного числа одушевлённых существительных мужского рода вместо западнословацких окончаний -é, -ové (rodzičé / rodičé, synové) и т. д. Помимо прочего, среднесловацкие диалектные черты распространялись и в результате массовых переселений носителей говоров среднесловацкого диалекта в Западную Словакию. Среднесловацкий диалект не только оказывал влияние на те или иные, соседние с ним, словацкие говоры, но и способствовал формированию общесловацких языковых черт. Так, в частности, воздействие тенденции среднесловацкого языкового развития привело к исчезновению к XIV веку оппозиции по твёрдости / мягкости r — ŕ на всей словацкой языковой территории, в результате чего на месте ŕ в словацком языке не развилась специфическая согласная ř, известная на большей части западнославянского ареала (и сохранившаяся до настоящего времени в чешском языке).
Одновременно с этим отмечалось и обратное влияние. Так, с самого раннего времени образования словацких наддиалектных формаций началось заимствование элементов западнословацкого культурного интердиалекта в среднесловацкий.
Из западнословацкого культурного интердиалекта в среднесловацкий ареал в XIV веке проникали черты как сохранявшиеся в словосочетаниях или отдельных словах как чешские черты (peníze, prítel, tým obyczegem), так и ставшие употребительными и уже имевшие наддиалектный характер (формы без слогового l — dluh, dlužen; формы существительных женского рода единственного числа творительного падежа с окончанием -u: s sestrú svú). В то же время среднесловацкий интердиалект продолжал сохранять ярко выраженный среднесловацкий характер.
Языковые особенности среднесловацкого культурного интердиалекта стали основой кодификации словацкого литературного языка, выполненной одним из ведущих представителей словацкого национального возрождения Л. Штуром. Литературный стандарт, получивший название «штуровщина», появился в середине XIX века благодаря усилиям словацкой интеллигенции протестантского вероисповедания. Сразу после введения его в употребление «штуровский язык» не получил признания у всего словацкого общества. Единым литературным языком для всех словаков он стал только в результате так называемой языковой реформы Годжи-Гатталы — после изменений и дополнений, выполненных деятелями словацкого национально-освободительного движения М. Годжей и М. Гатталой и утверждённых группой ведущих представителей словацкого общества протестантского и католического вероисповедания. Система норм сформированного во второй половине XIX века словацкого литературного языка, имеющего среднесловацкую основу, в общих чертах сохраняется до настоящего времени.

## Изучение
Среднесловацкий культурный интердиалект является предметом исследований целого ряда специалистов по истории словацкого литературного языка (Э. Паулини, Э. Йона, Ш. Тобик, В. Бланар, Р. Оти, Н. А. Кондрашов и другие). Наиболее известны в этой области работы словацкого лингвиста Э. Паулини (Spoločenské funkcie strednej slovenčiny pred Štúrom, 1956; Čeština a jej význam pri rozvoji slovenského spisovného jazyka a našej národnej kulturý, 1956; Dejiny spisovnej slovenčiny, 1966; K prameňom štúrovskej kodifikácie, 1968; Pramene Štúrovej kodifikácie, 1975 и т. д.). Они посвящены изучению языковых и историко-культурных предпосылок для возникновения среднесловацкого интердиалекта, выявлению особенностей употребления данного идиома в словацком обществе. По мнению Э. Паулини «в словацком обществе ещё до Штура существовала некая форма среднесловацкого культурного языка, используемая достаточно широким слоем образованных, resp. грамотных людей». Первым, кто высказал предположение о том, что среднесловацкий культурный язык является основой штуровской кодификации, был чешский лингвист К. Горалек. Эта идея была поддержана многими славистами и получила дальнейшее развитие в их исследованиях по истории словацкого литературного языка. В целом среднесловацкий культурный интердиалект (история формирования, лингвистическая характеристика и т. д.) остаётся менее изученным, чем западнословацкий интердиалект.